# Landsberg (Sajonia-Anhalt)
Landsberg es un municipio situado en el distrito de Saale, en el estado federado de Sajonia-Anhalt (Alemania), a una altitud de 100 metros. Su población a finales de 2015 era de unos 15 000 habitantes y su densidad poblacional, 120 hab/km².